# Hydroptila berkait
Hydroptila berkait is een schietmot uit de familie Hydroptilidae. De soort komt voor in het Oriëntaals gebied.